# Великолепната петорка
„Великолепната петорка“ (Queer Eye for the Straight Guy) е американско реалити шоу с продължителност 1 час. Излъчването му стартира на 15 юли 2003 г. по кабелния канал „Браво“.

## Шоуто
Създадено от Дейвид Колинс и Дейвид Мецлър, предаването е представено от петима открити хомосексуални мъже (Тед Алън, Кайън Дъглас, Том Филиша, Карсън Крисли и Джей Родригес). Всеки от петорката има свой „талант“, съответно – кулинария, стил, вътрешна архитектура, мода, култура.
Във всеки епизод хетеросексуален мъж следва съветите на самопровъзгласилата се за „страхотна петорка“ (в оригинал – Fab Five) и се подготвя за дадено (най-често романтично) събитие. Петимата посещават мястото, където участващият живее, като коментират начина му на живот, а после и въвеждат промени в дома му, както и стила му на обличане, и т.н.
След началото предаването получава предимно позитивна критика (и от хетеросексуални, и от хомосексуални) и дори печели наградата Еми през 2004. Успехът предизвиква създаването на предавания със същото (или почти същото) име във Великобритания, Австралия, Финландия.
Комедийното шоу Comedy Central (букв. комедийна централа) прави версия, наречена Straight Plan for the Gay Man („Хетеро-план за хомо-мъжа“), където четирима хетеросексуални мъже помагат на един гей да не изглежда като такъв.
„Queer Eye for the Straight Guy“ изневерява на традицията си няколко пъти, когато петимата помагат на момиче, на тексасец, на британец и на гей.

## Саундтрак
Пуснат за разпространение на 10 февруари 2004, саундтракът към предаването застава на първа позиция в класацията за електронна музика на САЩ. Не е издаден легално в България. Съдържа:
1. „All Things Just Keep Getting Better“ – Widelife & Симон Дени
2. „Good Luck“ – Basement Jaxx & Лиза Кекула
3. „Slow remix“ – Кайли Миноуг & Chemical Brothers
4. „Move Your Feet“ – Junior Senior
5. „You Promised Me (Tu Es Foutu)“ – In-Grid
6. „Superstar“ – Джамилиа
7. „Everybody Wants You To Emerge“ – Fischerspooner vs Billy Squier Barry Harris
8. „Sunrise (Jason Nevins) remix“ – Duran Duran
9. „Never Coming Home (Gonna Live my Life) remix“ – Стинг
10. „An Area Big Enough To Do It In“ – Prophet Omega
11. „You're So Damn Hot“ – OK Go
12. „Extraordinary“ – Лиз Феър
13. „Are You Ready For Love“ – Елтън Джон
14. „All Things (Just Keep Getting Better) multimedia“ – Widelife & Симон Дени

## В България
В България шоуто се излъчва по Фокс Лайф, правейки дебюта си в българския ефир на 14 октомври 2007.